# Fajã do Lemos
Esta fajã encontra-se situada ao sopé do Morro do Lemos, pertence à freguesia de Velas, Concelho do mesmo nome e costa Sul da ilha de São Jorge.
Para se chegar a esta fajã é necessário descer umas pastagens de acesso e daí subir o Morro pelo lado dos Rosais.
No cimo do morro existe uma abertura na rocha vedada com uma cancela. É Necessário abri a mesma e passar para o outro lado, avista-se, de imediato no sopé do Morro, a pequena fajã do Lemos com apenas uma casa de moradia e um palheiro. A vista é imensa e a paisagem soberba.
Antigamente nesta bonita fajã viveram dois amigos que venderam tudo o que tinham e partir para os Estados Unidos.
Esta fajã não tem ribeiras nem fontes, apenas três cisternas que recolhem a água das chuvas.
A fajã é muito boa para o peixe pelo que é muito procurada para a pesca. Ali existe um pesqueiro com o nome de "lage do Morro", de onde se apanham grandes quantidades de peixe principalmente o congro, o pargo, a abrótea, a salema, a boga, o chicharro, o carapau entre outros.
Em tempos antigos os pescadores costumavam ficar na fajã durante um ou dois dias, enquanto pescavam.